# Bryozoichthys
Bryozoichthys (лат.) — род морских лучепёрых рыб из семейства стихеевых (Stichaeidae). Распространены на северо-западе Тихого океана. Длина тела от 27 см (Bryozoichthys lysimus) до 30 см (Bryozoichthys marjorius). Морские придонные рыбы. Обитают в прибрежных водах на глубине от 45 до 490 м. Ведут одиночный образ жизни. Безвредны для человека, не являются объектами промысла. Их охранный статус не определён.

## Классификация
В роде Anisarchus 2 вида:
- Bryozoichthys lysimus (Jordan & Snyder, 1902)
- Bryozoichthys marjorius McPhail, 1970